# Philodinavus paradoxus
Philodinavus paradoxus is een raderdiertjessoort uit de familie Philodinavidae. De wetenschappelijke naam van deze soort is voor het eerst geldig gepubliceerd in 1905 door Murray.